# Centres Rigpa
Pour les articles homonymes, voir Rigpa (homonymie).
Les centres Rigpa sont un réseau international de centres bouddhistes fondé par le lama tibétain Sogyal Rinpoché, auteur du Livre tibétain de la vie et de la mort, controversé pour ses nombreux faits de violence et abus en tous jours, et ses disciples. L’organisation, dont il est le conseiller spirituel, comprend 130 centres répartis dans 41 pays.
Au fil des années, les centres Rigpa ont invité de nombreux maîtres à enseigner, dont Dudjom Rinpoché, Dilgo Khyentse Rinpoché, Sakya Trizin, le 16e karmapa, et parrainé de nombreux enseignements du Tenzin Gyatso, le 14e dalaï-lama, dont certaines conférences ont servi à rédiger le livre Dzogchen de ce dernier.
Le centre Lérab Ling en France, sis dans l'Hérault, est inauguré en 2008 par le 14e dalaï-lama et l'épouse du président de la République Carla Bruni-Sarkozy, en compagnie de Sogyal Rinpoché et en présence de Bernard Kouchner.

## Historique
Après cinq ans d'enseignement en Occident, Sogyal Rinpoché a donné le nom de « Rigpa » à son œuvre. À cette époque, Rigpa n'avait qu'un seul centre, au nord-ouest de Londres et était connu sous le nom de Dzogchen Orgyen Chö Ling. En 1980, Sogyal Rinpoché enseignait au Royaume-Uni, en France, aux États-Unis, en Irlande et en Hollande. Des centres Rigpa ont ouvert dans un certain nombre de grandes villes et, dans chaque pays, Rigpa a été créé en tant qu'organisation à but non lucratif. Un programme de retraites de Pâques et d'été a commencé et le premier centre de retraite de Rigpa, Dzogchen Beara (en), a été créé sur la côte ouest de l'Irlande.

### Événements majeurs
Rigpa a invité le dalaï-lama, ou a parrainé ses enseignements ou ses initiations, à plusieurs reprises ; à Paris en 1982, à Londres en 1984 et à San José en 1989. Cinq mille cinq cents personnes ont assisté aux enseignements à San José, dans ce qui était à l'époque le plus grand rassemblement de pratiquants et de maîtres du bouddhadharma en Amérique, et peut-être en Occident.
En 1990, Dilgo Khyentse Rinpoché a enseigné et donné des initiations à 1 500 personnes lors de la retraite d'été de Rigpa près de Grenoble dans les Alpes françaises. En 1992, le monastère Dzogchen à Kollegal en Inde, parrainé par Rigpa, a été officiellement inauguré lorsque Dzogchen Rinpoché a invité le dalaï-lama à donner des initiations. La même année, Rigpa a ouvert son principal centre de retraite, Lérab Ling près de Montpellier dans le sud de la France. Thich Nhat Hanh , Khenpo Jigme Phuntsok et Penor Rinpoche étaient parmi les maîtres qui y ont enseigné dans les années qui ont suivi.
En 1999, Trulshik Rinpoché a jeté les bases d'une communauté monastique au sein de Rigpa en ordonnant les premières moniales. En 2000, le dalaï-lama a visité Lérab Ling et a donné cinq jours d'enseignements intitulés Le Chemin vers l'Illumination, suivis par plus de 10 000 étudiants du bouddhisme tibétain du monde entier. Les enseignements donnés par le dalaï-lama ont été publiés dans un livre intitulé Mind in Comfort and Ease: The Vision of Enlightenment in the Great Perfection.
Lérab Ling a été officiellement reconnu comme une « congrégation religieuse » en 2002. En 2006, un temple traditionnel de trois étages à Lérab Ling a été achevé, y compris une statue de sept mètres de haut de Bouddha Shakyamuni. La première retraite de trois ans de Rigpa a commencé, avec plus de 300 personnes restées en retraite fermée à Lérab Ling de 2006 à 2009, et depuis 2006, plus de 3 000 étudiants ont suivi un programme de « retraite à domicile » dans leur propre pays . En 2007, le travail a commencé sur le Centre de Soin Spirituel de Rigpa à Dzogchen Beara.

## Scandales dans des centres Rigpa
En 1994, aux États-Unis, une jeune femme porte plainte contre Sogyal Rinpoché pour violences sexuelles dans un centre Rigpa. La justice américaine permettant la signature de conciliations, le maître avait sorti une grosse somme d’argent pour que l’ancienne dakini (divinité et partenaire sexuelle des maîtres) arrête les poursuites.
D'après l'anthropologue, Marion Dapsance qui a suivi ce centre en 2008, on demande dans ces centres de regarder des vidéos de Sogyal Rinpoché, que cela apportera de la bénédiction. Celui-ci arrivant généralement avec un demi-heure à 2 heures de retard, reproche au premier rang de l'assistance de ne pas avoir fait son travail. Les étudiants reconnaissent publiquement avoir mal agi et se confessent en public. Il a également empoigné quelqu'un par les cheveux en le traitant de « yack » et se met en colère lorsqu'il a un siège bas de gamme. Les personnes ayant payé pour assister à l'enseignement doivent alors attendre que celui-ci obtienne un trône. Il exige également une piscine chauffée à proximité, un lit double, une marque de thé spéciale, des repas à base de bœuf, une Mercedes de fonction avec chauffeur, une cuisinière et une masseuse 24/24 et la possibilité de capter la chaîne CNN.
En aout 2016, Sogyal Rinpoché est accusé par des disciples d'avoir donné un coup de poing dans l'estomac de la nonne danoise Ani Chokyi en public. En juillet 2017, après la divulgation de la lettre accablante des huit étudiants, l'incident de 2016 refait surface sur des sites bouddhistes. Ani Chokyi a posté une réponse sur une page Facebook fermée, affirmant que les enseignements de Sogyal lors de la retraite avaient été « aimer au-delà de toute description ordinaire », et que le coup de poing à l'estomac était « sorti d'un contexte plus large. J'ai accepté les moyens habiles de mon maître pour purifier et transformer mes illusions en clarté et déraciner mes attachements. Parfois, ces moyens peuvent être courroucés et pas toujours une expérience agréable, mais c'est ce dont j'ai besoin pour pouvoir voir à travers toutes les couches d'ignorance qui me maintiennent aveuglée et coincée. Sogyal n'était certainement pas dans un accès de rage, il n'y a eu qu'un seul moment de colère, qui s'est manifesté par un léger coup de poing, mais ce n'était ni violent ni abusif, du moins pas à mes sentiments. ».
Le 3 août 2017, l'Union bouddhiste de France émet un communiqué de presse concernant ce qu'elle appelle le « scandale lié à Sogyal Rinpoché » et son comportement contraire à l'éthique bouddhiste, et suspend Rigpa France et Lérab Ling de la liste de ses membres.
Disgracié par le dalaï-lama le 1er août, le 11 août, Sogyal Rinpoché démissionne de la direction de Rigpa, après ce que Rod Meade Sperry, rédacteur-en-chef de LionsRoar.com, appelle des « allégations », la laissant à un groupe d'anciens étudiants et de lamas tibétains.
En 2018, un rapport commandé par les centres Rigpa et géré par le cabinet Lewis Silkin, confirme de sérieux abus, physiques, sexuels et émotionnels. Le groupe de belles femmes l'entourant, les Dakinis (signifiant « anges ») sont chargées de lui laver le dos lorsqu'il est allé aux toilettes. Un étudiant dit avoir été humilié en public lorsque celui-ci lui a attrapé les testicules devant un groupe. Il semble avoir une addiction au sexe, à la nourriture, au tabac et à frapper.
Rigpa France et Lerab Ling sont réintégrés en 2019 à l'Union bouddhiste de France.

## Vidéographie
- [vidéo] « Bouddhisme, la loi du silence », Élodie Emery et Wandrille Lanos, 2021, 88 minutes, Arte France.